# Thereva innotatus
Thereva innotatus är en tvåvingeart som först beskrevs av Walker 1856.  Thereva innotatus ingår i släktet Thereva och familjen stilettflugor. Inga underarter finns listade i Catalogue of Life.